# Оборона Мадрида
Оборона Мадрида (исп. Batalla de Madrid) — двухлетняя, с октября 1936 года по 28 марта 1939 года, оборона республиканцами столицы Испании Мадрида во время гражданской войны в Испании. Одно из основных сражений гражданской войны в Испании.

## Начало боёв под Мадридом

### Образование северного фронта
Бои в Мадриде завязались сразу после начала антиреспубликанского восстания 17 июля, однако не все солдаты поддержали путчистов, а сформированное 19 июля правительство Хосе Хираля сразу же начало раздачу оружия сторонникам Народного фронта, в результате чего республиканская милиция получила перевес над сторонниками националистов, и 20 июля Мадрид был очищен от путчистов. Однако восставших ждал полный успех в Старой Кастилии и Наварре, и к 22 июля около 10 тысяч солдат генерала Мола и наваррских монархистов уже преодолели Гвадаррамский хребет, двигаясь на столицу. В 40 километрах от Мадрида они встретились со значительно превосходившими их в численности отрядами мадридских дружинников, и после нескольких дней упорных боёв у горных проходов Альто-дель-Леона и Сомосьерры начали отступать (местами — на 20 км). Утратив часть занятой территории, повстанцы с трудом удержали проходы и перекрывавшие выход на равнину города Авилу и Сеговию. К 27 июля бои затихли.
Мола изменил направление удара, и 5 августа направил свои силы на Мадрид с запада, но и это нападение захлебнулось через 5 дней. На Гвадарраме стал образовываться позиционный фронт. Тем временем часть мадридских дружинников выехала на автобусах из столицы на юг и освободила от восставших Толедо (где лишь небольшая горсточка путчистов укрепилась в древней крепости).

### Подход Африканской армии
В августе-сентябре из Марокко перебралась в Испанию другая группировка путчистов — Африканская армия под командованием Франко. После обмена радиошифровками Мола и Франко договорились не наступать в Кастилии и Андалузии по кратчайшему маршруту, так как испытывали нехватку живой силы и боеприпасов, а кратчайшие пути преграждали горные хребты, занятые республиканцами. Войска Франко двинулись на север вдоль португальской границы и вторглись в Эстремадуру, а республиканцы, хотя и отбили августовское наступление Молы на Мадрид с запада, боялись нового удара по столице, и не снимали войска с Гвадаррамского фронта. 12 августа Африканская армия достигла Бадахоса и после ожесточённого боя взяла его к утру 15 августа, перерезав трассу Мадрид-Лиссабон. 23 августа, преодолев за неделю 120 км, кавалерия Ягуэ вышла в долину реки Тахо на подступы к Талавере де ла Рейна, откуда до Мадрида оставалось уже лишь 150 км. Бои под Талаверой продолжались всего два дня, после чего республиканцы бежали. В конце августа Африканская армия Франко и Северная армия Молы встретились у Касереса на севере Эстремадуры, соединив подконтрольные мятежникам территории в единый массив.
В 20-х числах сентября Франко вопреки требованиям соратников и настояниям иностранных офицеров остановил продвижение войск к Мадриду и повернул часть сил на юг. 27 сентября мятежники вошли в Толедо и деблокировали гарнизон выдержавшего двухмесячную осаду Толедского алькасара. Республика утратила один из важнейших центров военной промышленности и потерпела морально-политическое поражение.

## Генеральное наступление националистов на Мадрид в 1936 году

### Бои на подступах к городу
15 октября националисты начали генеральное наступление на Мадрид. Его взятие избранный руководителем мятежников («каудильо») генерал Франко открыто приурочил к 7 ноября, «чтобы омрачить этот марксистский праздник». Руководить взятием столицы был назначен генерал Мола. Разместив свой штаб в Авиле, Мола пообещал по радио:
Седьмого ноября я выпью кофе на Гран Виа… Четыре колонны — со мной, а пятая — в Мадриде.
Под ударами кавалерии, артиллерии и поставленных итальянцами танкеток колонны дружинников, не умевшие воевать и не желавшие «позорно зарываться в землю», в панике побежали.
Всего за два дня националисты прошли почти половину расстояния, отделявшего их от столицы, и 18 октября прорвались к первой, недостроенной линии столичных укреплений. Командующий республиканским Центральным фронтом генерал Асенсио Торрадо, с полным основанием обругав плохо сражавшуюся милицию, предложил премьеру Ларго оставить столицу без боя, создать на юго-востоке страны сильную регулярную армию, и после этого взять Мадрид обратно. Однако компартия и советские военные специалисты дружно отвергли это предложение и настояли на встречном ударе.
20 октября наскоро собранные скудные республиканские резервы предприняли спланированное на ходу наступление у Ильескаса. Националисты были задержаны на два дня, однако их потери были невелики, а наступавшая группировка растратила силы и утратила боеспособность.

Советский военный советник комдив Д. Г. Павлов

26 октября Африканская армия совершила прорыв на соседнем участке и преодолела вторую линию мадридских укреплений, начались бои в ближних предместьях столицы. Однако 28 октября в бой вступила первая партия советской бронетехники, общее руководство которой осуществлял комдив Д. Г. Павлов, а непосредственное — батальонный командир П. М. Арман. 29 октября около 20 % сил республиканского фронта перешло в наступление у пригородной деревни Сесении. Советские Т-26 разгромили эскадрон марокканской кавалерии, а затем совершили 15-километровый рейд на юг, уничтожив пехотный батальон националистов. Экстренно прибывшая к Сесении итальянская танковая полурота понесла большие потери. Однако республиканские дружинники, для которых танки были диковинкой, оказались не в состоянии закрепить неожиданный тактический успех. Оказавшись без поддержки пехоты и артиллерии, танкисты были вынуждены отступить.
В боях у Сесении выявилось значительное превосходство советского бронетанкового оружия над итальянским, однако разбить или отбросить Африканскую армию не удалось, она была остановлена только на сутки.
В начале ноября националисты возобновили наступление. Партии Народного фронта выступали с призывами оборонять столицу, однако правительство Ларго так и не обратилось к народу, а вместо этого запретило увеличивать численность дружинников Центрального фронта. Из-за начавшихся бомбардировок столицы националистами часть зажиточной публики покинула город, её примеру последовал и президент Асанья. К ноябрю Мадрид оставили иностранные послы (кроме советского). По ночам начала активно действовать «пятая колонна» (по позднейшим подсчётам в её составе было не менее 40 тысяч человек); в ответ население пролетарских кварталов стало заниматься самосудом над подлинными и мнимыми вражескими агентами.
Несколько дней шла жестокая борьба вокруг пригородных посёлков Вальдеморо и Торрехона. Националисты дважды захватывали их и дважды оставляли под натиском республиканцев. Отдельные отряды рабочей милиции сражались с завидным упорством, однако многие отступали или откровенно разбегались. Единственной на всём республиканском Центральном фронте надёжной частью оказалась советская танковая рота, число машин в которой сократилось до десяти.
4 ноября националисты овладели Хетафе в 10 км от Мадрида, где находился один из городских аэродромов; генерал Варела устроил там штаб-квартиру и сказал корреспондентам: «Сообщите всему миру — Мадрид берём на этой неделе». Вскоре Африканская армия, преследуя расстроенного противника, без боя захватила две господствующие высоты — гору Ангелов в 20 км южнее Мадрида, и холм Гарабитас к западу от него, с которых хорошо просматривалась вся столица. На Гарабитасе националисты немедленно начали установку артиллерии. 5-6 ноября войска Молы и Варелы достигли Карабанчелы и Леганеса, где находились конечные остановки мадридского трамвая.
6 ноября итальянские и португальские радиостанции сообщили, что националисты уже занимают Мадрид. Когда военный корреспондент британского «Обсервера» Генри Баркли позвонил в редакцию и начал докладывать обстановку из республиканской столицы, его начальство было очень удивлено. Однако на самом деле войска националистов вышли к столице на очень узком фронте и только с юга; оба их фланга были растянуты и обнажены. 5 ноября в бой вступили советские истребители И-16, которые стали отбивать налёты германской и итальянской авиации, а республиканские ВВС бомбили базы и коммуникации Африканской армии, ухудшив её снабжение. Так как живой силы у националистов было гораздо меньше, чем у республиканцев, то Франко и Мола решили действовать наверняка и не пытаться штурмовать миллионный город без должного количества боеприпасов, горючего и оружия.

### Образование Хунты обороны Мадрида
В связи с тем, что Мадрид превратился во фронтовой город, испанское правительство вечером 6 ноября покинуло его и направилось в Валенсию. Ларго Кабальеро до последней минуты противился отъезду, понимая, что ситуация слишком напоминает трусливое бегство, но был вынужден уступить настояниям военных советников из СССР. Узнав об отъезде правительства, город покинули почти все чиновники министерств, командующий Центральным фронтом, командующий штурмовой гвардией, начальник городской полицией и т. п. Мадрид остался в беспомощном положении.
Обязанность отстаивать столицу Ларго и Торрадо возложили на Хунту обороны Мадрида, которую ещё нужно было создать. Председателем Хунты был назначен генерал Миаха. Несмотря на то, что Торрадо приказал ему «защищать город любой ценой», во вручённом ему пакете был приказ с оговоркой: «если отстоять Мадрид не удастся — то оставить столицу и отступать на Куэнку».
В результате генерал Посас, уехав в Таранкон, тут же отдал приказ дружинникам Гвадаррамского фронта отступать (в случае падения Мадрида удерживать Гвадарраму не имело смысла, а её защитники рисковали быть уничтоженными ударом с юга). У Хунты обороны Мадрида не было ни войск, ни транспорта, ни аппарата, ни оперативной самостоятельности (Ларго подчинил Хунту командованию Центрального фронта). Злые языки утверждали, что Миахе доверили войти в историю, сдав неприятелю Мадрид.
Вакуум власти был заполнен усилиями пришедших Миахе на помощь трёх сил: коммунистов, социалистической молодёжи и беспартийных кадровых военных В считанные часы Хунта обороны была образована и приступила к работе. Вдохновляющей силой Хунты первое время был находившийся в Испании уже четвёртый месяц корреспондент газеты «Правда» М. Е. Кольцов, игравший роль политического советника. К рассвету 7 ноября защитники столицы воссоздали ядро генштаба, начальником которого стал подполковник Рохо. Поскольку Хунта получила свободу действий, лимиты на численность дружинников были отброшены. Агитаторы Хунты всю ночь на 7 ноября обходили дома и вербовали добровольцев, в результате чего под ружьё встало 12 тысяч человек. Было приказано отключить большинство городских телефонов и усилить затемнение. Мадридская молодёжь под обстрелом воздвигала цементированные баррикады. Старые танки «Рено» и «Шнейдер» были направлены на дежурство к мостам через реку Мансанарес. На Гран Виа был сосредоточен единственный резерв Республики — группа старых броневиков.

### Решающие бои за Мадрид

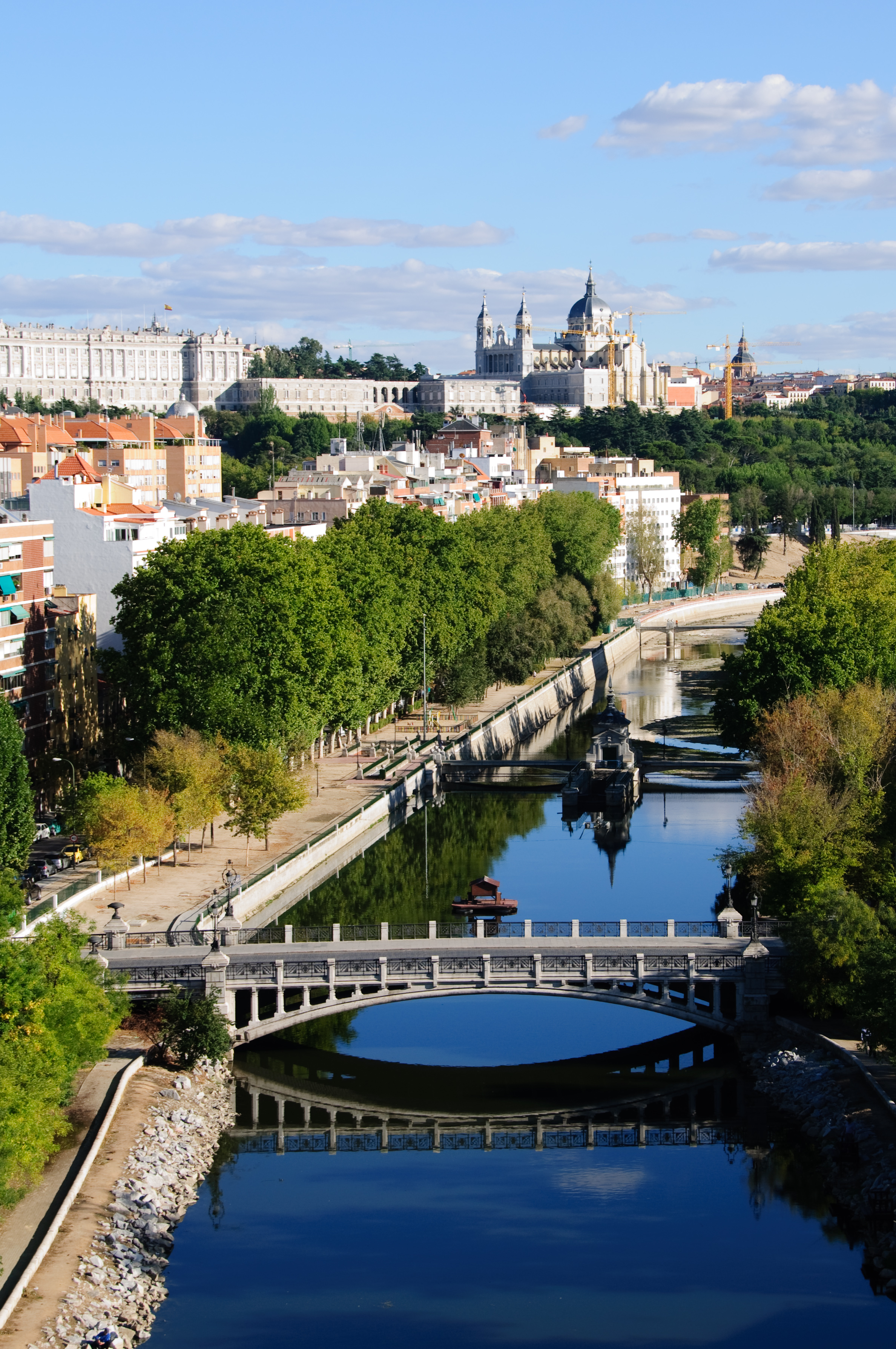
Река Мансанарес в Мадриде (снимок 2009 года). Именно здесь шли бои в 1936 году

К 7 ноября националистам удалось наладить коммуникации. План Молы и Варелы состоял в том, чтобы нанести решающий удар по Мадриду с запада, через пригородные парки Каса-дель-Кампо и Западный, где республиканская оборона отсутствовала и откуда было ближе всего добраться до городского центра. Овладение парками позволяло развить наступление через Университетский городок, непосредственно вторгаясь в пределы Мадрида. Вспомогательный отвлекающий удар националисты планировали нанести на юге, наступая через наполовину занятый Карабанчель.
Утром 7 ноября в 6 часов утра началась атака. У националистов было 10-12 тысяч человек, имевших вдоволь патронов и снарядов, их поддерживало 50-60 танков и бронемашин, а также авиация. Мадрид обороняло 40 тысяч дружинников, почти не имевших боеприпасов (командиры пехотных колонн раздавали дружинникам холостые патроны под видом боевых), 50 республиканских орудий почти всё время молчали из-за отсутствия снарядов (имелось менее 10 выстрелов на орудие), по танкам республиканцы уступали националистам в два раза, по авиации — в два-три раза. Туман и дождевая мгла несколько суток не позволяли националистам использовать авиацию, а текущая по западной окраине Мадрида речка Мансанарес с каменистыми берегами ограничивала использование бронетехники, что уравнивало шансы сторон.
Завязались упорнейшие бои. Инициатива полностью находилась в руках националистов, республиканцы едва успевали отбиваться. 9 ноября марокканская кавалерия Ягуэ, дождавшись обеденного времени дружинников, разгромила сторожевую охрану Толедского моста и ринулась прямо к центру города. В здании военного министерства началась паника; генерала Миаху члены Хунты силой волокли к автомобилю. Однако прочие командиры Африканской армии, скованные на других участках, были не готовы поддержать Ягуэ, а республиканцы сумели закрыть прорыв и отбросить кавалерию, потрепав её пулемётным огнём.
Республиканский Мадрид держался из последних сил. Расходовались последние боеприпасы, новые бойцы брали оружие у только что убитых товарищей, связи с правительством в Валенсии не было. На взволнованные телеграммы Миахи о необходимости помощи военный министр через несколько суток отбил брезгливый ответ: «Хунта обороны Мадрида пытается прикрыть своё поражение». Единственным подкреплением, полученным республиканцами, стали 11-я и 12-я интернациональные бригады (в совокупности — 8 тысяч человек); их проход по городу с востока на запад парадным строем под звуки военных маршей заметно поднял боевой дух мадридцев. Интербригадовцы тут же были брошены в бой в парке Каса-дель-Кампо, своим воодушевлением озадачив националистов.
К 10-11 ноября Мола и Варела убедились, что фронтальный штурм столицы проваливается. Не сумев прорваться в Карабанчеле, они обрушили серию ударов на Каса-дель-Кампо, потом опять атаковали Карабанчель, затем снова перенесли основные усилия к северу, медленно оттесняя неприятеля, но так и не сумев продвинуться дальше Масанареса. У мостов через реку их встречали пулемётные и танковые заслоны, а переправа вброд оборачивалась огромными потерями. Тем временем количество мостов через Мансанарес, годных для переправы, сокращалось: Сеговийский мост по ошибке разрушили германские бомбардировщики, а французский мост был взорван дружинниками, когда на него ворвались пехота и кавалерия националистов. Всё удлинявшийся фронт наступления Варелы достиг к середине ноября 20 км, что ухудшило положение националистов как более малочисленной стороны. Воодушевление республиканцев, с которым те отстаивали столицу, оказалось для них полной неожиданностью. Хунта обороны Мадрида сумела навести порядок в городе, в результате чего через одну-две недели в Мадриде стало спокойнее, чем было до начала штурма. Хунта также сумела перехватить и отменила приказ Посаса об отводе войск с Гвадаррамы; вместо этого часть отрядов с бездействовавшего Гвадаррамского фронта была переброшена на Центральный фронт.

### Контрудары республиканцев
Прибытие двух интербригад и энергичные действия танкистов и лётчиков несколько изменили ситуацию в пользу республиканцев, и по инициативе советских военных и политических советников был спланирован контрудар. Для него удалось собрать около 6 тысяч бойцов и свыше 50 единиц бронетехники. Рохо планировал окружить националистов, замкнув кольцо у Хетафе. Поскольку в Хетафе находился командный пункт Варелы, захват городка мог дезорганизовать всё управление Африканской армией.
Контрудар республиканцев начался 13 ноября, и в тот же день завершился провалом. Из-за нехватки снарядов артиллерийский огонь оказался слабым, многие танки из-за аварий не дошли до назначенного района, обессиленная боями на Мансанаресе 12-я интербригада не смогла перейти в наступление. Усилиями советских танкистов националистов удалось оттеснить лишь на 2-3 км.
На следующее утро националисты нанесли с юга удар под основание наметившегося республиканского клина и окончательно отразили наступление. Однако нападение на Хетафе отвлекло внимание штаба Варелы, и натиск националистов на Мадрид с запада сразу уменьшился.

### Авианалёты
Середина ноября прошла под знаком невиданных воздушных бомбардировок Мадрида; особенно сильными были налёты 16-19 ноября. После того, как республиканские истребители нанесли националистам заметный урон в дневных боях, те перешли к ночным налётам. 16 ноября авиаударами в Мадриде было ранено и убито свыше 500 человек, 19-го — более 1000; среди раненых оказались три британских дипломата. За три дня было разрушено до сотни зданий и пострадало ещё несколько десятков.

### Анархисты в боях за Мадрид
В середине ноября в Мадрид с Арагонского фронта прибыло неожиданное подкрепление — хорошо оснащённая анархистская колонна под командованием Дуррути. Анархисты, уже два месяца «делавшие революцию», были уверены в успехе, и сразу потребовали себе отдельный участок фронта, «чтобы другие партии не приписали себе их заслуги».
Через Университетский городок Иностранный легион беспрепятственно хлынул в пределы столицы. Марокканцы одним броском с боем прошли в глубь городских кварталов более километра. На передовую срочно приехал генерал Миаха. Подоспевшие интербригады уничтожили авангард националистов, не допустив его к площади Испании, и отбросили его остатки за пределы городской черты. В Университетском городке несколько дней шло сражение в зданиях, с рукопашными схватками за каждый этаж, каждую лестницу, каждую комнату. В ходе боёв мадридцы локализовали прорыв, и затем старались сбросить неприятеля в Мансанарес, однако войска Ягуэ держались стойко, их удалось выбить только с территории отдельных факультетов. К 23 ноября фронт в Университетском городке и Каса-дель-Кампо стабилизировался.
Возмущённый Дуррути, которому пришлось выслушать гневные упрёки Миахи и его соратников, попытался двинуть колонну анархистов в наступление на другом участке фронта — в Западном парке. Однако 20 ноября анархисты снова отступили; пытавшийся их остановить Дуррути был неизвестно кем застрелен. Лишившуюся боеспособности колонну Хунта обороны отвела в тыл, где анархистов разоружили.

### Последний удар националистов
23 ноября в Хетафе состоялось совещание высшего командного состава националистов с участием Франко, Молы и Варелы. Был констатирован полный крах фронтальных атак Мадрида. Каудильо приказал Моле возвращаться в Памплону, а Варелу отправил в отпуск. Командование Центральным фронтом перешло к генералу Саликету, который получил указание обойти и окружить столицу.
25 ноября националисты нанесли последний удар по всей линии Центрального фронта. Сильно поредевшая Африканская армия ещё раз попыталась преодолеть Мансанарес, однако лишь понесла новые потери. После этого националисты перешли к обороне. Война перешла из манёвренной фазы в позиционную.
28 ноября республиканцы малочисленными силами атаковали Талаверу, но уже на следующий день Саликет, стремясь обойти Мадрид с севера и парализовать его водоснабжение, нанёс удар северо-западнее столицы. Этой цели он не добился, но Талаверу удержал. А едва республиканцы остановили Саликета там, как он ударил по западным окраинам Мадрида в парке Эль-Пардо, надолго связав руки республиканским силам Центрального фронта.

## «Туманное сражение»
29 декабря 1936 года Хунта обороны Мадрида повторила наступление южнее столицы, рассчитывая, как и 13 ноября, обойти и отсечь далеко выдвинутый вперёд левый фланг противника. Операция началась удачно, дружинники отбросили заслоны националистов и через день вышли к опорному пункту войск Варелы — пригородному посёлку Брунете. Однако в этот момент вмешалось командование Центрального фронта: генерал Посас приказал Хунте прервать операцию и наступать севернее столицы, на Гвадарраме, совсем с другой целью — снять угрозу столичному водоснабжению. Под нажимом Посаса резервы из-под Брунете были переброшены на Гвадарраму.
Новогоднее наступление республиканцев на Гвадарраме северо-восточнее столицы имело локальный успех и привело к территориальному выигрышу, была предотвращена угроза захвата неприятелем горных водохранилищ Лосойя-Буйтраго. Однако 3 января генерал Варела, воспользовавшись занятостью республиканцев на Гвадарраме, с помощью немецких танков, авиации и марокканской пехоты нанёс удар по Мадриду с тыла. Он прорвал оборону на западе у шоссе на Ла-Корунью и устремился вдоль автострады к столице, загибая левый фланг на север. Создалась угроза вторжения националистов в столицу, и одновременно — отрезания Гвадаррамского фронта от Центрального.
В продолжавшиеся десять дней бои вскоре втянулись все свободные силы противников. В ходе боёв в условиях скверной зимней погоды (из-за чего сражение назвали «туманным») обе стороны потеряли по 15 тысяч убитых и раненых. Полукольцо националистов вокруг столицы сжалось теснее, но овладеть Мадридом они снова не сумели.

## 1937

### Бои в долине реки Харама
В январе 1937 года республиканское военное министерство разработало план решительной операции по окружению и разгрому националистов под Мадридом путём глубокого обхода с флангов. Авторы плана учитывали усталость ударных войск националистов, их обескровленность и обилие свежих сил у Республики, качественное превосходство советской военной техники. Руководить сражением должен был командующий Центральным фронтом генерал Посас. Однако готовилась операция очень медленно: сначала она была назначена на 27 января, затем её перенесли на 1 февраля, потом — на 12 февраля. За январь план операции успели «проболтать», о нём знала вся Валенсия; неудивительно, что о плане узнали и националисты.
Франко и Варела, быстро перегруппировав резервы, решили атаковать юго-восточнее столицы, в долире реки Харамы, и отрезать Мадрид от остальной Испании. Опередив неприятеля на 6 суток, националисты 6 февраля перешли в наступление пятью мобильными бригадами. Сразу проделав бреши в растянутой обороне республиканцев, они быстро овладели господствующими высотами и к 8 февраля взяли под обстрел автостраду Мадрид-Валенсия. Снабжение столицы было нарушено.
Центральный фронт просил помощи отовсюду. 11 февраля Хунта обороны Мадрида прислала 11-ю дивизию Листера, которая на несколько дней стала стержнем сопротивления. К Хараме была стянуты почти вся республиканская авиация. Бои продолжались до конца февраля, обе стороны потеряли по 20 тысяч человек убитыми и ранеными. Националистам так и не удалось окружить Мадрид, но единственная автострада, связывавшая столицу с остальной Республикой, оказалась под их артиллерийским огнём.

### Итальянское наступление

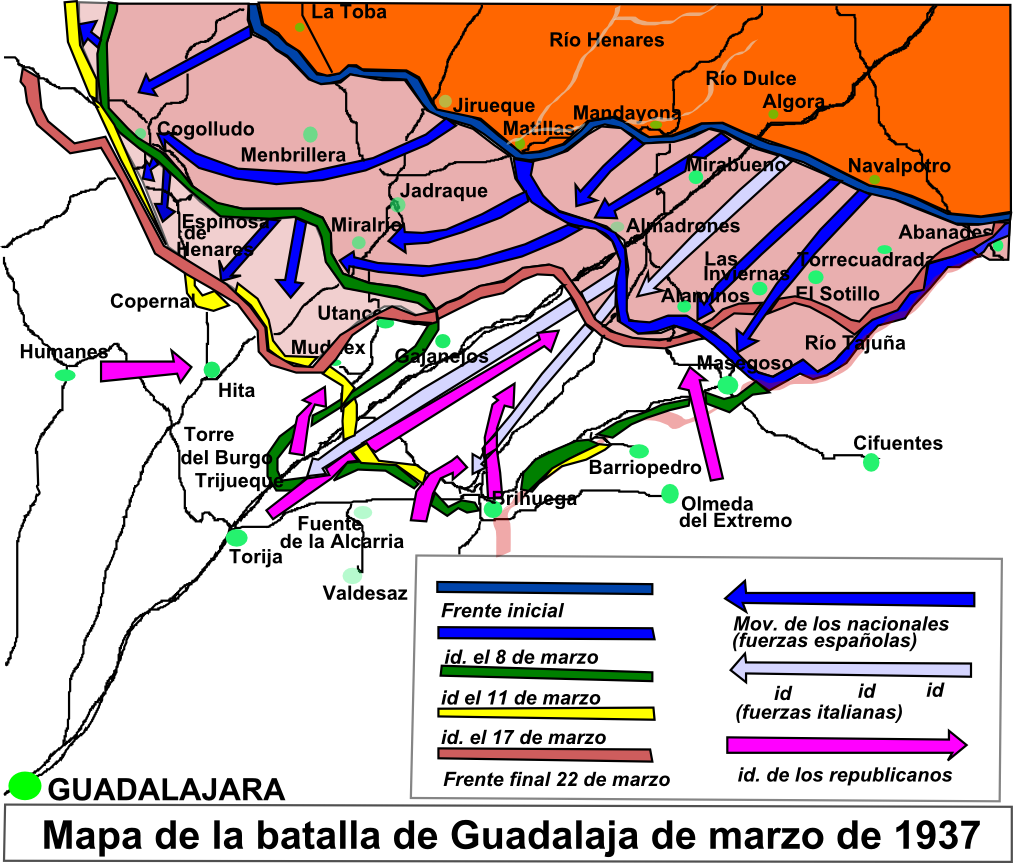
Гвадалахарская операция

Итальянское командование полагало, что подобный итог трёхнедельной операции объяснялся трусостью и бездарностью командования националистов. Муссолини и генерал Роатта настояли после Харамы на самостоятельной операции итальянского корпуса против Мадрида. Роатта взялся овладеть испанской столицей с северо-востока — через Гвадаррамский хребет. Для этого он стянул к Сигуэнсе весь итальянский добровольческий корпус — 40 тысяч человек, 250 орудий, 140 единиц бронетехники. Итальянские войска должны были нанести фронтальный удар через Сигуэнсу и Гвадалахару на Мадрид, пройдя 80 километров и взяв Мадрид не позднее 15 марта. Противодействие противника и возможное ухудшение погоды в расчёт не принимались, Роатта отдал приказ по корпусу:
Сегодня — в Гвадалахаре, завтра — в Алькала-де-Энарес, послезавтра — в Мадриде!
Националистам по плану операции отводилась сугубо вспомогательная роль: они должны были провести отвлекающие атаки в Андалузии, на Хараме и у Сеговии, и силами «пятой колонны» поднять восстание в Валенсии.

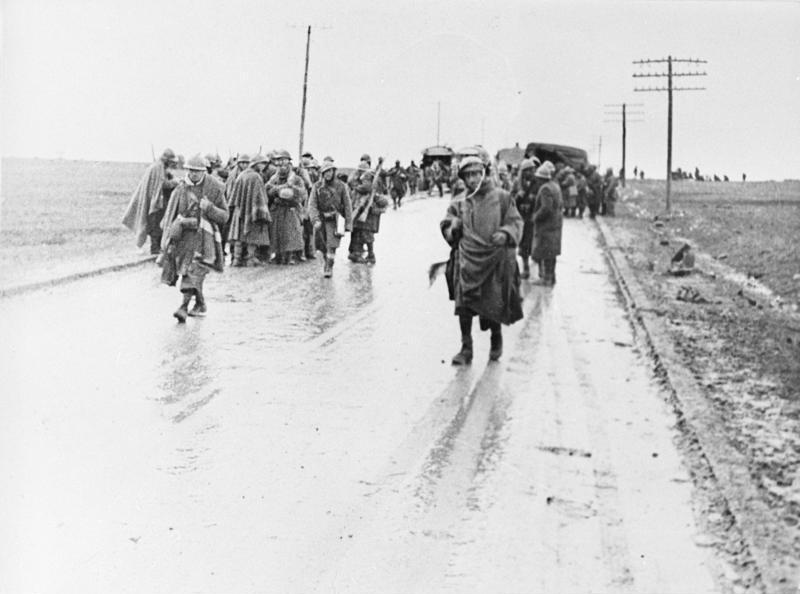
Март 1937, под Гвадалахарой

8 марта началось итальянское наступление. 12-я дивизия республиканцев сразу потеряла связь со столицей, и в Мадриде лишь 10 марта осознали, что на город наступают сразу четыре дивизии. После Харамского сражение у республиканцев не осталось под Мадридом подготовленных резервов, и стал обсуждаться вопрос: а есть ли смысл отстаивать город, уже окружённый с трёх сторон? Однако 12-я дивизия не обратилась в бегство, и отступала с упорными боями, за три дня итальянский добровольческий корпус, имея четырёхкратное численное превосходство, продвинулся лишь на 30 км. Это дало возможность Хунте обороны Мадрида направить на северо-восток свободные части. К 12 марта пяти дивизиям Роатты и Москардо противостояли уже две республиканские дивизии — анархиста Сиприано Меры и коммуниста Энрике Листера, плюс кавалерийский полк и бронетанковая бригада. Прибытие подкреплений и плохая погода помогли республиканцам к 15 марта окончательно остановить противника.
18 марта республиканские силы перешли в ответное наступление. К вечеру одна итальянская дивизия была полностью разбита, а фронт корпуса оказался прорванным. 19 марта, оценив размеры поражения, Роатта приказал всему корпусу как можно скорее отходить на север. Пользуясь тем, что итальянские самолёты не решались взлетать с раскисших от дождей аэродромов, республиканская авиация устроила избиение отходящих итальянцев. 19-20 марта поражение итальянского корпуса стало очевидным, и Роатте пришлось обратиться за помощью к Москардо и в штаб Франко. Итальянцев начали сменять испанские части. К 22 марта республиканцы вернули большую часть территории.
Гвадалахарское сражение стало позором итальянского фашизма и вызвало рост патриотических настроений в Испании. Победу испанцев над итальянцами отмечали даже командиры войск националистов, не боясь доносов. Во многих городах и селениях националистической Испании появились настенные надписи: «Испания — не Эфиопия», «Испанцы, хоть и красные, храбры».

### Апрельское наступление республиканцев
В связи с тем, что после неудач под Мадридом националисты решили сконцентрировать свои усилия на севере и ликвидировать Северный фронт, республиканское командование решило для отвлечения сил националистов удары в трёх разных местах Испании, в том числе — в Университетском городке Мадрида. Мадридское наступление началось 9 апреля, однако место оказалось выбрано крайне неудачно: в разрушенных университетских зданиях националистам было легко держать оборону. Республиканская пехота пошла в атаку с большим эмоциональным подъёмом, но танки и ВВС умудрились опоздать, в результате вклинившиеся в оборону противника пехотинцы были окружены, и им пришлось прорываться из кольца с большими потерями. После провала наступления республиканцы не решались наступать в Мадриде около двух лет. Воспользовавшись провалом наступления, 24 апреля Ларго Кабальеро распустил Хунту обороны Мадрида.

### Июльское наступление республиканцев

Брунетская операция

Летом республиканское командование спланировало новую крупную наступательную операцию, основной целью которой должна была стать выручка Севера, вспомогательной — освобождение полуокружённого Мадрида. Основные силы должны были наступать параллельно западной окраине Мадрида в направлении с севера на юг, от Эскориала на Брунете, а по достижении Брунете повернуть на юго-восток. Навстречу ударной группировке из долины Харамы должна была выступить вспомогательная. Обе группировки должны были окружить и разбить Центральную армию националистов, или хотя бы отбросить её от столицы.
Впервые республиканцам удалось сохранить подготовку наступления в тайне, и удар 5 июля был для националистов абсолютно неожиданным. В первый же день республиканские войска отбросили 71-ю дивизию националистов на 14-15 км. В штабе Саликета в Авиле и в ставке Франко царило замешательство. Однако Франко быстро назначил в помощники ограниченному Саликету энергичного Варелу, и выделил им резервы.
К вечеру 7 июля 5-й корпус Модесто приступом взял Брунете. Мадридская группировка националистов была полностью охвачена с запада. Однако план операции оказался слишком сложным для плохо подготовленных республиканских войск: они не смогли осуществить на малочисленных и плохих дорогах запланированный в штабах поворот на 90 градусов, и потратили много времени на «зачистку» гарнизонов националистов в обойдённых наступающими войсками населённых пунктах. 9-10 июля в сражение вступили воздушные и наземные резервы националистов. 18 июля националисты развернули контрнаступление, и 27 июля отбили Брунете. Варела намеревался преследовать противника до стен Мадрида, но продолжение операции было запрещено Франко, который считал главной задачей на текущем этапе завоевание севера Испании. В итоге Брунетское сражение завершилось территориальными приобретениями республиканцев (Миаха отстоял более половины района, занятого к 8 июля), но снять осаду со столицы им не удалось. Одной из причин неудачи было то, что так и не последовало вспомогательного удара с востока от Харамы, свою роль сыграла и пассивность Мадридского фронта.

## 1938
В 1938 году основные события разворачивались в других частях Испании, а под Мадридом обе стороны держали оборону. Наученные горьким опытом, после весенних поражений на разных фронтах республиканцы начали строить под Мадридом полевые укрепления. Националисты из-за конфликта с Германией (Франко отказался передать испанскую добывающую промышленность под контроль немцев, а Гитлер в ответ на это прекратил поставки националистам германского оружия) не могли предпринять атаку на хорошо укреплённый и защищённый город.

## 1939
К 1939 году под Мадридом существовал укреплённый пояс обороны шириной в 2-3 км. Однако к этому времени уже началось разложение республиканских войск. В ночь с 5 на 6 марта переведённый за несколько дней до этого с поста командующего Центральной армией на пост начальника генерального штаба полковник Касадо (отказавшийся выполнить этот приказ, и не ставший принимать генеральского звания) совершил военный переворот и сверг правительство Негрина. Была образована Хунта национальной обороны, номинальным председателем которой стал генерал Миаха. Часть командиров-коммунистов выступила против Хунты. Последовала «кровавая мартовская неделя» боёв республиканских войск с республиканскими войсками, и к 14 марту сопротивление Хунте прекратилось. В ходе переговоров с националистами Хунта договорилась о капитуляции, выторговав согласие Франко на беспрепятственный отъезд сторонников Хунты из Испании через два небольших порта — Аликанте и Гандию. Поручив только что порвавшему с компартией полковнику Альфонсо Праде оформить 27 марта капитуляцию Мадрида, Касадо со своими приверженцами выехал на восток.
28 марта 1939 года националистические войска через Каса-дель-Кампо и Университетский городок вступили в Мадрид. Для вступления в столицу высшее командование националистов выбрало войска генерала Эспиносы де лос Монтеро. Мадрид был занят спокойно; часть батальонов националистов воспользовалась метро, чтобы доехать до центра столицы. Чиано написал в своём дневнике о падении Мадрида:
Огромная победа фашизма. Возможно, самая великая из одержанных до сих пор.